# Sông Dâu
Sông Dâu là một dòng sông cổ tại vùng Thuận Thành, Bắc Ninh. Sông hiện nay đã cạn nhiều, vết tích còn lại là những con ngòi hẹp, ao hồ đứt quãng, chỉ một vài khúc còn dòng chảy. Sông Dâu gắn liền với sự phát triển của vùng Dâu - Luy Lâu, thủ phủ của chính quyền cai trị phương Bắc thời Bắc thuộc và trung tâm Phật giáo đầu tiên ở Việt Nam.

## Dòng chảy và hiện trạng
Sông Dâu vốn là một sông lớn, nối từ sông Cầu sang sông Hồng. Thực ra, sông Dâu phải "kinh qua" sông Tiêu Tương (Sông Tiêu Tương nối sông Cầu và sông Hồng, gặp sông Dâu ở Đình Bảng). Sông Tiêu Tương cùng với dòng Tào Khê, Suối Sẻ (bắt nguồn từ núi Phật Tích chảy vào sông Dâu) đã bị vùi lấp, kể cả sông Dâu.
Sông Dâu chạy từ Đình Bảng xuống Phật Tích, về vùng Dâu (Luy Lâu) tạo thành hào phía Tây thành Luy Lâu, sau đó đổ xuống Hà Mãn, Cửu Yên (Ngũ Thái) rẽ sang Cẩm Giàng, Gia Bình, Lương Tài đổ ra sông Thái Bình để ra biển Đông.
Dòng chảy sông Dâu ở phía nam sông Đuống thì còn rõ dấu vết. Bắt đầu là vị trí xóm Sông của thôn Đình Tổ (xã Đình Tổ), nơi có đoạn đê vào mùa nước to vẫn xảy ra hiện tượng rò rỉ nước kiểu mạch ngầm mạch sủi do đê đắp trên nền lòng sông Dâu cổ không đủ độ bịt kín các khe cứng đáy sông. Tiếp theo là dãy ao hồ dài nối nhau của thôn Đình Tổ, nơi thái sư Lê Văn Thịnh (thời Lý) từ nơi đày Thao Giang trên đường về quê đã ngã xuống tắt thở khi chỉ còn cách quê nhà hơn mười cây số. Tiếp đó là khu đồng trũng và dãy ao hồ thôn Trà Lâm và thôn Tư Thế (phường Trí Quả), nơi dấu vết phù sa còn rõ như ở ven dòng sông đang chảy năm xưa. Bãi Định (Khu phố Công Hà, phường Hà Mãn) gần cầu Dâu chín nhịp là nơi làm gốm nay thành chợ. Câu ca dao "Công Hà trồng bí trồng bầu" thêm phần khẳng định dòng chảy bồi đắp phù sa cho nơi đây. Qua chùa Dâu, sông chảy về phía Cầu Gáy của xã Nguyệt Đức, Thuận Thành rồi đổ vào sông Cẩm Giàng và ra sông Thái Bình.
Sông Dâu đã cạn từ thế kỉ XIX, vết tích ngày nay còn lại là những con mương nhỏ, con ngòi hẹp và các ao hồ đứt quãng ví dụ các ao dài ở các làng Bút Tháp, làng Tư Thế và đoạn sông chạy từ Dâu đến chợ Nôm.

## Lịch sử
Theo sách Cổ Châu Phật bản hạnh kể về sự tích Phật Tứ Pháp vùng Dâu thì vào đời Sĩ Nhiếp cai trị (185-225) có trận cuồng phong làm đổ cây dung thụ bên trong chứa con gái nàng Man Nương do sư thầy Khâu-đà-la đặt vào. Cây từ núi Mả Mang (núi Phật Tích ở huyện Tiên Du) theo sông Dâu về bến Vọng Giang Lâu thành Luy Lâu thì quẩn lại không trôi đi nữa. Sĩ Nhiếp thấy cây to sai quân kéo vào để làm nhà nhưng không kéo nổi. Khi nàng Man Nương đến chỉ cần tung dải yếm ra là kéo vào được. Đêm đó Sĩ Nhiếp nằm mơ được tiên ông báo cần xẻ gỗ làm tượng Phật thì sẽ cầu mưa được mưa và ngài đã làm theo. Đó là hệ thờ phật Tứ Pháp (Pháp Vân, Pháp Vũ, Pháp Lôi, Pháp Điện) đặt ở bốn chùa gần nhau là chùa Dâu, chùa Đậu, chùa Tướng, chùa Dàn.
Đến thế kỷ 19, con sông Dâu bị cạn, sông Tiêu Tương và sông Dâu biến thành hai con sông chết. Khi đó, sông Dâu và sông Tiêu Tương chảy theo hướng Bắc – Nam, hướng có độ dốc lớn, thường gây ra lũ do lượng nước dồn về nhanh. Cả vùng Dâu – Keo, Đình Bảng ngày xưa đều thường xuyên có lụt. Người dân Kinh Bắc mới khơi con sông Thiên Đức (sông Đuống) theo hướng Tây - Đông để chia nước sông Hồng. Khi đó, con sông Thiên Đức cũng chỉ là một con sông nhỏ, người dân bắc cầu tre đi qua được. Đình làng Đông Hồ nguyên là phía Bắc sông, khi khơi sông mới di về bờ Nam. Khi sông Dâu và sông Tiêu Tương bị lấp, cạn dần đi, sông Thiên Đức lớn lên cắt Bắc Ninh ra làm hai phần: nam phần Bắc Ninh (gồm bốn huyện, thị xã: Gia Lâm, Thuận Thành, Gia Bình, Lương Tài); bắc phần Bắc Ninh (gồm ba huyện, thị xã: Quế Võ, Tiên Du và Yên Phong). Sự lớn rộng của con sông Thiên Đức cùng với sự biến mất của con sông Dâu và sông Tiêu Tương là thời điểm đánh dấu sự chấm dứt vai trò trung tâm của Phật giáo Luy Lâu.
Năm 1958, khi Nhà nước xây dựng công trình thủy lợi lớn mang tên Đại thủy nông Bắc Hưng Hải thì dòng chảy sông Dâu lại được khôi phục một phần, lấy nguồn nước từ kênh dẫn và cống điều tiết từ sông Đuống ở vị trí không phải dòng sông cổ. Nhưng đoạn từ bến Vọng Giang Lâu về Cầu Gáy thì theo dòng chảy cũ và có đào thêm đoạn chảy về phía huyện Văn Lâm, qua thôn Ngọc Tỉnh (xã Song Liễu), nơi Chủ tịch Hồ Chí Minh đã về thăm và nói chuyện với dân công làm mương năm 1958.

## Vai trò với Luy Lâu
Sông Dâu chảy nối liền sông Đuống, tiến sâu vào phường Thanh Khương uốn khúc, lượn lờ tạo nên một vùng tụ thủy. Đây chính là nơi âm dương giao hòa, đất trời gặp gỡ tạo nên một vùng đất thiêng. Bao quanh chùa là 12 làng, các nhà địa lý phong thủy nổi danh cho đây là thế đất lớn. Chính vì lẽ đó mà Sỹ Nhiếp đã xây kinh đô Luy Lâu và chính nơi đất lành này mọc lên một ngôi chùa về sau trở thành trung tâm Phật giáo của người Giao Chỉ.
Đô thị Luy Lâu nằm giữa khu vực giao nhau giữa Sông Dâu và Sông Đuống, giữa trung tâm đồng bằng châu thổ Bắc Bộ, trong đó Sông Dâu giữ vai trò trục không gian kiến trúc chính. Các công trình của đô thị chủ yếu dựng đặt, xây cất bên bờ Sông Dâu (thành lũy bên một bờ sông). Các công trình kiến trúc, tôn giáo (đền đài, chùa tháp...) được xây cất trong thành, ngoài phố xá, làng mạc dọc bờ Đông Sông Dâu là chủ yếu, trong đó Chùa Dâu (Đền Bà Dâu) giữ vai trò trung tâm tôn giáo của đô thị Luy Lâu, được xây dựng quy mô bề thế.
Sông Dâu giữ vai trò thông thương đường thủy đặc biệt quan trọng nối trung tâm Luy Lâu với các vùng miền xung quanh, với các nước trong khu vực. Dòng chảy này là đường thủy nối Luy Lâu với Phật Tích và có vai trò quan trọng trong việc hình thành hai trung tâm Phật giáo Phật Tích và Luy Lâu. Như vậy, vào đầu Công nguyên, vùng Dâu tức Luy Lâu, một vị trí trung tâm Đồng bằng châu thổ sông Hồng, với nhiều lợi thế, đã trở thành trị sở của quận Giao Chỉ (sau là trị sở của quận Giao Châu), đồng thời là một đô thị sầm uất, là một trung tâm thương mại lớn của quận Giao Chỉ.
Theo các nguồn sử liệu, các nước phương Tây và phương Nam muốn buôn bán, giao thiệp với Trung Quốc đều phải theo con đường Giao Chỉ. Từ trước Công Nguyên và nhất là từ thế kỷ II-III trở đi, ngày càng có nhiều thương nhân nước ngoài đến buôn bán ở Giao Châu và thuyền buôn của họ thường xuyên có mặt ở Luy Lâu. Những chứng tích vật chất và các nguồn tài liệu ở Luy Lâu đã khẳng định Luy Lâu thực sự là trung tâm thương mại lớn - một đô thị cảng mang tính quốc tế của nước ta thời Bắc thuộc.

### Phật giáo ở Luy Lâu
Phật Tích với vị trí và cảnh quan một vùng sơn lâm, ở trung tâm châu thổ Bắc Bộ, với núi non, đồi rừng thâm u, tĩnh mịch, có am đá, cây xanh bao phủ. Đó là vị trí cảnh quan thích hợp cho các giáo sĩ đến lập am, luyện đạo, tu thiền. Vì vậy, vào đầu Công nguyên, các giáo sĩ Ấn Độ, mà người tiêu biểu là sư Khâu Đà La đã tới quận Giao Chỉ, qua trung tâm Luy lâu, rồi về Phật Tích lập am, luyện đạo tu Thiền đúng như tài liệu Cổ Châu Phật bản hạnh đã chép. Các giáo sĩ đã theo các thuyền buôn qua đường biển vào trung tâm Luy Lâu, rồi ngược dòng sông Dâu tới Phật Tích và dừng ở đó để lập am, dựng chùa, và tu luyện, sau mới trở lại truyền bá đạo Phật cho dân chúng tại Luy Lâu, lập nên sơn môn Dâu, một trung tâm Phật giáo lớn và cổ xưa nhất ở Việt Nam.
Ở Luy Lâu có tín ngưỡng thờ thần tự nhiên, mây mưa sấm chớp. Phật giáo Ấn Độ vào Việt Nam tìm cách hoà hợp với tín ngưỡng này, nên mới sinh ra truyền thuyết về Man Nương, là nguồn gốc để có hệ thống tín ngưỡng Tứ pháp cho đến tận bây giờ. Các nhà sư Trung Quốc muốn sang Ấn Độ nghiên cứu về Phật giáo Ấn Độ đều phải qua Giao Chỉ để học chữ Phạn; ngược lại, các nhà sư Ấn Độ muốn sang Trung Quốc cũng phải qua Giao Chỉ để học chữ Hán... Đó là những dấu ấn quan trọng cho thấy, Luy Lâu được hình thành và mang đậm những nét đặc trưng của Phật giáo Ấn Độ, tạo nên kết quả là Phật giáo Việt Nam sinh ra bởi sự hoà hợp của Phật giáo Ấn Độ với tín ngưỡng bản địa, không phải từ nguồn Phật giáo Trung Hoa thời Bắc thuộc.

## Ca dao
Sông Dâu được nhắc đến nhiều lần trong ca dao, dân ca quan họ:
Thuyền em ngược bến sông Dâu
Buôn chè mạn Thái còn lâu mới về
lại có câu:
Lênh đênh ba bốn thuyền kề
Chiếc ra cửa bể, chiếc về sông Dâu
hoặc có câu:
Lên đênh ba bể bốn bề
Chiếc xuôi Hà Nội, chiếc về sông Dâu
Như vậy, đến thế kỷ XIX, khi Thăng Long được đổi tên là Hà Nội thì con sông Dâu vẫn còn.